# Hollenloch

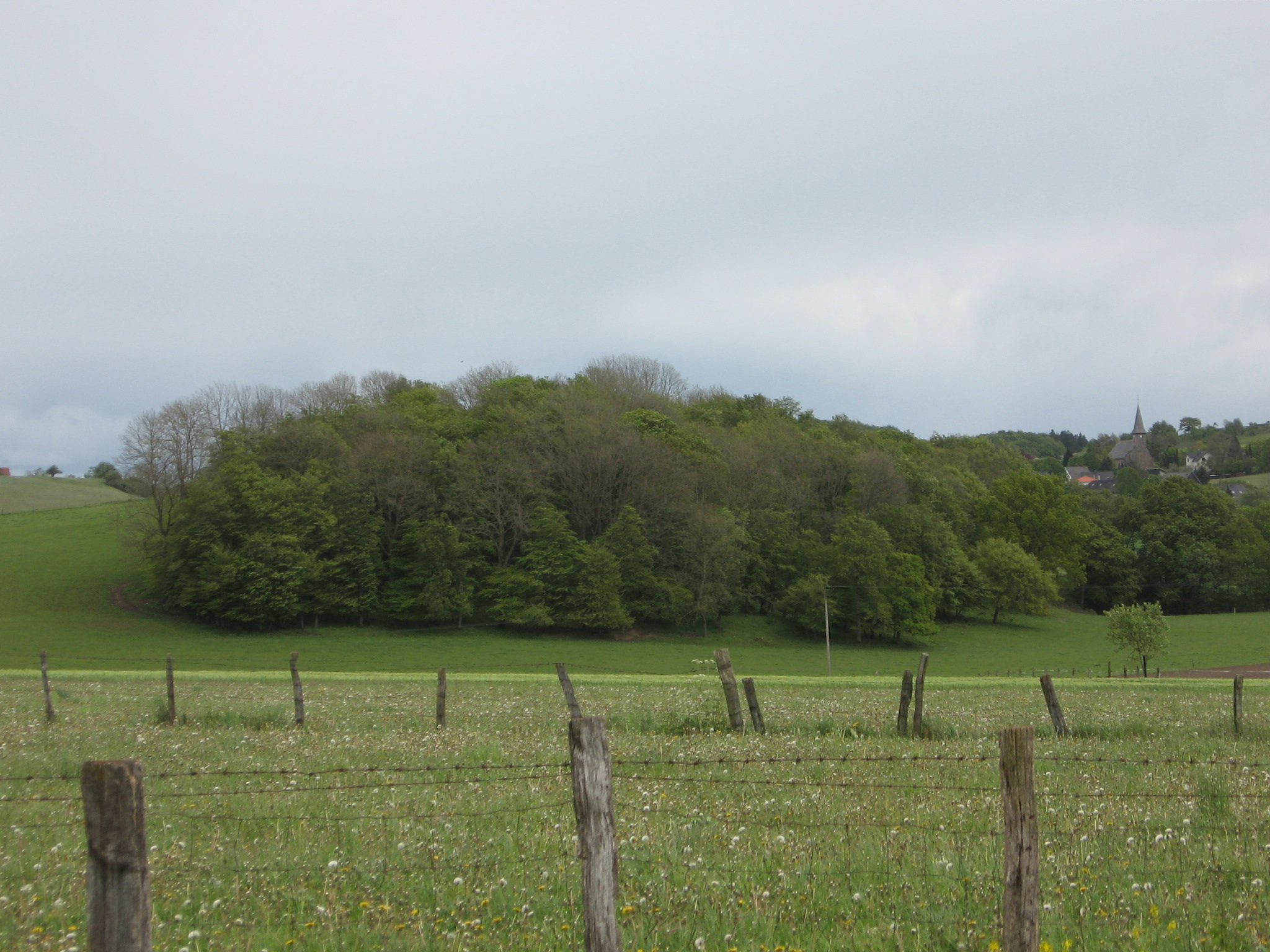
Naturschutzgebiet Hollenloch (Waldbereich) von Südwesten

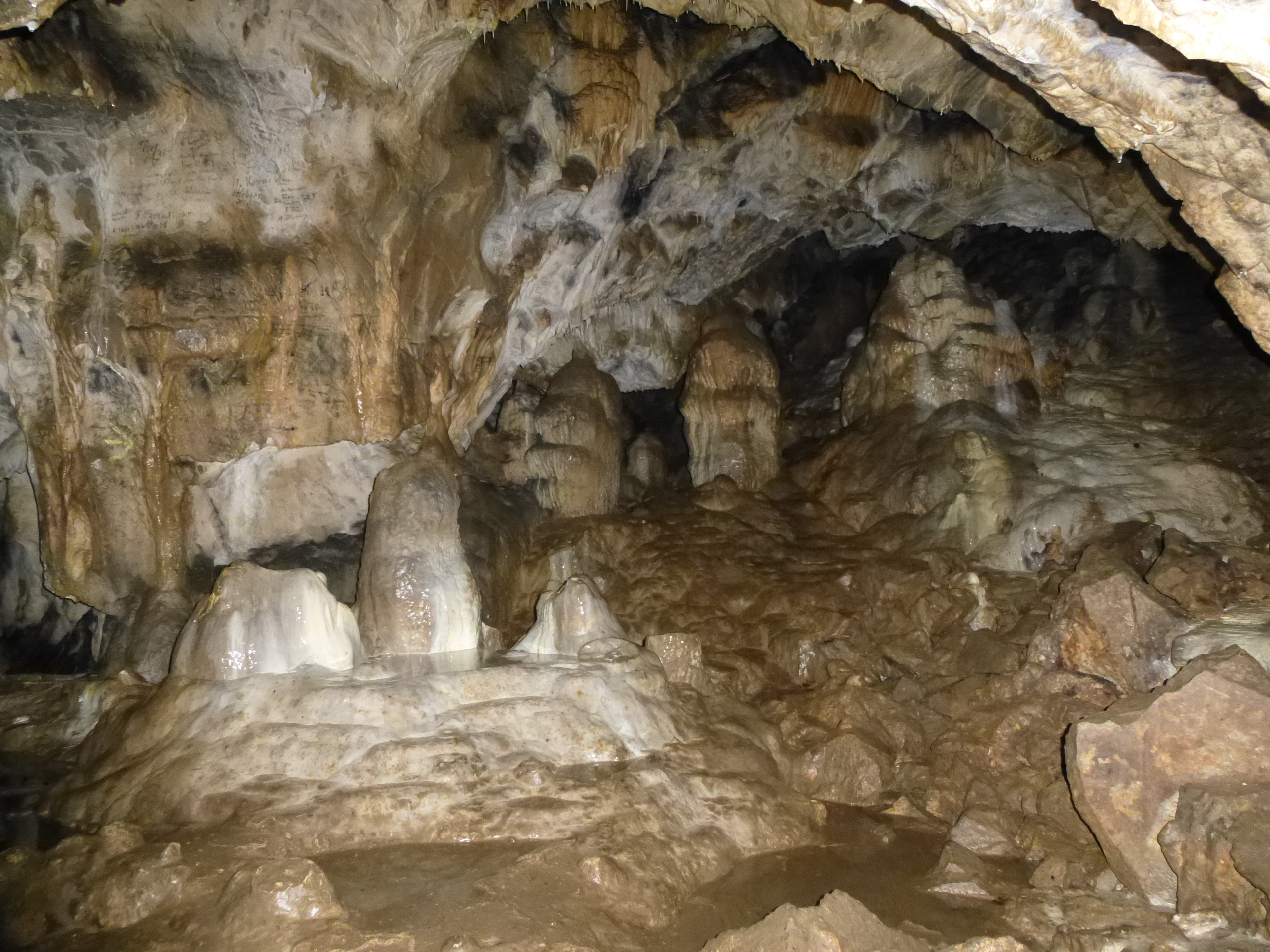
Apostelhalle im Hollenloch

Das Hollenloch ist eine 2700 m lange Karsthöhle westlich von Brilon-Rösenbeck (Hochsauerlandkreis, NRW) im oberdevonischen Briloner Massenkalk.

## Beschreibung
Der Eingang der Tropfsteinhöhle liegt in einem mit Buchen bestandenen Kalkfelsen. Bei der Höhle, mit einer bekannten Ganglänge von über 2700 Metern und einer Tiefe von 92 Metern, handelt es sich um eine der längsten und tiefsten Höhlen des Sauerlandes. Der Eingangsbereich wurde von Menschen und Tieren seit Urzeiten aufgesucht, wie zahlreiche Knochenfunde zeigten. Im Höhlensediment wurden unter anderem Knochen des Höhlenbären und der Höhlenhyäne gefunden.
Die Menschen nutzten die Höhle spätestens seit der Jungsteinzeit, wie zahlreiche Funde belegen. Bei Untersuchungen fand man Pfeilspitzen, Schaber und Klingen aus Feuerstein, ferner auch aus Ton gebrannte und zum Teil verzierte Gefäßreste. In der Höhle wurden auch Schmuckreste aus Messing, Bernstein und gebranntem Ton, aus der Eisenzeit, gefunden.
In der Höhle kommen heute die Höhlenspinne und sieben verschiedene Fledermausarten vor. Bei einer Zählung im März 2006 konnten Wissenschaftler 77 Winterschlaf haltende Fledermäuse aus sieben verschiedenen Arten nachweisen. Es wurden auch die seltenen Fledermausarten Teichfledermaus, Fransenfledermaus und Kleine Bartfledermaus nachgewiesen.
Der Höhleneingang ist verschlossen, um diese touristisch nicht erschlossene Tropfsteinhöhle zu schützen. Wegen wiederholtem Vandalismus am Verschluss der Höhle wurde bereits ein Zumauern der Höhle vom Hochsauerlandkreis erwogen.
Der Name „Hollen“ bezieht sich auf unterirdisch lebende Geister des Volksglaubens. In direkter Umgebung der Höhle gibt es einen Felsen Zur weißen Frau, wohl eine Umdeutung von „weise Frau“. Möglicherweise können diese Flurnamen auf die Wandersage Frau Holle zurückgeführt werden.

## Ausweisung als Schutzgebiet
2001 wurde die Höhle und die Umgebung mit dem Landschaftsplan Hoppecketal durch den Hochsauerlandkreis als Naturschutzgebiet (NSG) mit dem Namen Hollenloch / Ziegentempel mit einer Größe von 3,2 ha ausgewiesen. Vorher war die Höhle bereits als Naturdenkmal ausgewiesen. Gleichzeitig besteht eine Schutzausweisung als FFH-Gebiet Rösenbecker Höhle mit der gleichen Abgrenzung.
Im NSG befinden sich auch ein Schwalgloch und Felsen. Das NSG ist von einem Rotbuchenwald bedeckt.
Das Landesamt für Natur, Umwelt und Verbraucherschutz Nordrhein-Westfalen dokumentierte im Schutzgebiet Pflanzenarten wie Alpen-Johannisbeere, Aronstab, Bachbunge, Braunstieliger Streifenfarn, Breitblättriges Kahlfruchtmoos, Breitwegerich, Echte Nelkenwurz, Echter Wolfsfuss, Echtes Mädesüß, Efeu, Gewöhnliche Goldnessel, Gewöhnlicher Tüpfelfarn, Gewöhnlicher Wurmfarn, Gewöhnliches Igelhaubenmoos, Glattes Neckermoos, Große Sternmiere, Großes Hexenkraut, Gundermann, Gänseblümchen, Maiglöckchen, Mauerlattich, Nesselblättrige Glockenblume, Pinsel-Haarblattmoos, Quell-Sternmiere, Quirl-Weißwurz, Rohrglanzgras, Ruprechtskraut, Seidenmoos, Vielblütige Weißwurz, Wald-Bingelkraut, Waldmeister, Wiesen-Kerbel, Zartnerviges Haarblattmoos, Zaun-Wicke, Zerbrechlicher Blasenfarn, Zottiges Weidenröschen und Zypressen-Schlafmoos.

## Schutzzweck
Der Landschaftsplan führt zum speziellen Schutzzweck auf: „Erhaltung der Karsterscheinungen (Schwalgloch, Höhle) aus wissenschaftlichen, landeskundlichen, erdgeschichtlichen und Artenschutz-Gründen; Schutz der artenreichen Lebensgemeinschaft des Kalkbuchenwaldes auf flachgründigem, klippigem Standort. Wesentlicher Schutzzweck ist auch die Sicherung des ökologischen Netzes ‚Natura 2000‘ im Sinne der FFH-RL, dem die hier wirksamen Ge- und Verbote des allgemeinen Festsetzungskataloges unter 2.1 ebenso dienen wie die unten formulierten festsetzungsspezifischen Gebote.“